# QQ Большой Медведицы
QQ Большой Медведицы (лат. QQ Ursae Majoris) — двойная затменная переменная звезда типа W Большой Медведицы (EW) в созвездии Большой Медведицы на расстоянии приблизительно 2970 световых лет (около 911 парсеков) от Солнца. Видимая звёздная величина звезды — от +14,1m до +13,3m. Орбитальный период — около 0,4581 суток (10,994 часов).